# Adaptations des œuvres de Molière au cinéma et à la télévision
Les pièces de théâtre de Molière, dramaturge français du XVIIe siècle, ont donné lieu à de nombreuses adaptations au cinéma et à la télévision, à partir de 1908 avec le film L'Avare de Georges Méliès.

## L'École des femmes(1662)
- Cinéma
  - 1940 : L'École des femmes, film français inachevé de Max Ophüls
- Télévision
  - L'École des femmes, téléfilm français de Raymond Rouleau
  - 1983 : L'École des femmes (Hustruskolan), téléfilm suédois d'Ingmar Bergman

## Dom Juan ou le Festin de Pierre(1665)
- Cinéma
  - 1998 : Don Juan, film français de Jacques Weber
- Télévision
  - 1965 : Don Juan, téléfilm d'Ingmar Bergman
  - 1965 : Dom Juan ou le Festin de Pierre, téléfilm français de Marcel Bluwal

## Le Misanthrope(1666)
- Cinéma
  - 2013 : Alceste à bicyclette, film français de Philippe Le Guay, transposition libre
- Télévision
  - 1966 : Le Misanthrope, téléfilm canadien de Louis-Georges Carrier
  - 1966 : Le Misanthrope, téléfilm français de Gérard Pirès
  - 1971 : Le Misanthrope, téléfilm français de Pierre Dux
  - 1974 : Le Misanthrope, téléfilm suédois d'Ingmar Bergman
  - 1977 : Le Misanthrope, téléfilm canadien de Florent Forget
  - 1977 : Le Misanthrope, téléfilm français de Jean-Paul Carrère
  - 1980 : Le Misanthrope, téléfilm français de Marcel Bluwal
  - 1994 :  Le Misanthrope, téléfilm français de Mathias Ledoux
  - 1994 : Le Misanthrope, téléfilm français d'Yves-André Hubert
  - 1994 : Le Misanthrope, téléfilm français de Jacques Weber
  - 2000 : Le Misanthrope, téléfilm français de Francis Girod (2000)

## Le Médecin malgré lui(1666)
- Cinéma
  - 1910 : Le Médecin malgré lui, film français muet d'Émile Chautard
  - 1931 : Medico per forza, film italien de Carlo Campogalliani
- Télévision
  - 1972 : Le Médecin malgré lui, Au théâtre ce soir, mise en scène Jean Meyer, réalisation Georges Folgoas, Théâtre Marigny

## George Dandin ou le Mari confondu(1668)
- Cinéma :
  - 1988 : Dandin, film français de Roger Planchon

## L'Avare(1668)
- Cinéma
  - 1908 : L'Avare de Georges Méliès
  - 1910 : L'Avare, film français d'André Calmettes
  - 1980 : L'Avare, film français de Jean Girault et Louis de Funès
  - 1990 : L'Avare (L'avaro), film italien de Tonino Cervi
- Télévision
  - 1966 : L'Avare, téléfilm de Robert Valey
  - 1973 : L'Avare, téléfilm de René Lucot
  - 1978 : L'Avare, téléfilm français de Jean Pignol
  - 2006 : L'Avare, téléfilm français de Christian de Chalonge
  - 2009 : L'Avare, téléfilm de Don Kent

## Le Tartuffe ou l'Imposteur(1669)
- Cinéma
  - 1926 : Tartuffe, film muet allemande de Friedrich Wilhelm Murnau
  - 1984 : Le Tartuffe de Gérard Depardieu
- Télévision
  - 1962 : Le Tartuffe, captation de Jean Meyer[1]
  - 1978 : Tartuffe, téléfilm américain de Kirk Browning
  - 1980 : Le Tartuffe ou l'Imposteur, téléfilm français de Jean Pignol

## Monsieur de Pourceaugnac(1669)
- Cinéma
  - 1932 : Monsieur de Pourceaugnac, film français de Tony Lekain et Gaston Ravel
  - 1985 : Monsieur de Pourceaugnac, film français de Michel Mitrani

## Le Bourgeois gentilhomme(1670)
- Cinéma
  - 1958 : Le Bourgeois gentilhomme, film français de Jean Meyer
  - 1982 : Le Bourgeois gentilhomme, film français de Roger Coggio
- Télévision
  - 1968 : Le Bourgeois gentilhomme, téléfilm français de Pierre Badel
  - 1981 : Le Bourgeois gentilhomme, téléfilm français de Pierre Badel
  - 1982 : Le Bourgeois gentilhomme, téléfilm français de Dirk Sanders
  - 2001 : Le Bourgeois gentilhomme, téléfilm français de Yves-André Hubert
  - 2005 : Le Bourgeois gentilhomme, téléfilm français de Martin Fraudreau
  - 2009 : Le Bourgeois gentilhomme, téléfilm français de Christian de Chalonge

## Les Fourberies de Scapin(1671)
- Cinéma
  - 1980 : Les Fourberies de Scapin, film français de Roger Coggio
- Télévision
  - 1965 : Les Fourberies de Scapin, téléfilm français de Jean Kerchbron

## Les Femmes savantes(1672)
- Télévision
  - 1964 : Les Femmes savantes, téléfilm français de Jean Meyer

## Le Malade imaginaire(1673)
- Télévision
  - 2008 : Le Malade imaginaire, téléfilm français de Christian de Chalonge